# Abarsal
Abarsal est une ancienne ville-État de Mésopotamie qui était établie dans la région de l'Euphrate et dont l'histoire n'est connue que très partiellement et dont la localisation reste incertaine.
Le nom d'Abarsal est cité dans une lettre du roi Enna-Dagan de Mari adressée au roi d'Ebla.

## Hypothèses de localisation
Abarsal pourrait être la ville d'Aburru — mentionnée dans divers textes des tablettes de Mari —, ville située au sud d'Emar. Une deuxième théorie dit que cela pourrait être Apishal. L'assyriologue italien Giovanni Pettinato identifie Abarsal avec l'ancienne ville-État d'Assur (la future capitale d'Assyrie), en haute Mésopotamie, tandis que d'autres chercheurs pensent que sa localisation est plutôt en Syrie, à côté de l'Euphrate ou quelque part sur le Khabour inférieur.

## Histoire
Vers 2420 avant notre ère, le roi Iblul-Il était connu sous l'appellation de "roi de Mari et d'Abarsal".
Le vizir d'Ebla, Ibrium (XXIVe siècle av. J.-C.), a fait campagne contre la ville d'Abarsal pendant la gouvernance du vizir Arrukum,.

Le traité entre Ebla et Abarsal est l'un des plus anciens traités connus — voire le plus ancien.
Extrait du traité entre Ebla et Abarsal :
« La cité de Kablul et ses forteresses appartient au roi d'Ebla. Les cités de Zakhar et Uziladu et leurs forteresses appartiennent au roi d Ebla. La cité de Gudadalum et ses forteresses appartient au roi d'Ebla. Toutes les forteresses qui sont sous le contrôle du roi d'Ebla appartiennent au roi d'Ebla : toutes celles qui sont sous le contrôle du roi d'Abarsal appartiennent au roi d'Abarsal.
Karkemish appartient au roi d'Ebla. Tinnu et ses forteresses appartient au roi d'Ebla. Arga appartient au roi d'Ebla.
Ladarnu appartient au roi d'Ebla. Darrulaba appartient au roi d'Ebla. Giradda et ses forteresses appartiennent au roi d'Ebla. Alashune appartient au roi d'Ebla. Toutes les autres forteresses de cette seconde zone qui sont sous le contrôle du roi d'Ebla appartiennent au roi d'Ebla ; celles qui sont sous le contrôle du roi d'Ebla appartiennent au roi d'Ebla ; celles qui sont sous le contrôle du roi d'Abarsal appartiennent au roi d'Abarsal. 
Quiconque insulte le roi, ou insulte les dieux, ou insulte le pays, mourra. Si c'est un homme important à Abarsal, Ebla devra l'extrader ; s'il est un homme de pouvoir à Abarsal, Abarsal elle-même le mettra à mort. Si c'est un homme important à Ébla, Abarsal devra l'extrader ; s'il est un homme de pouvoir à Ébla, Ébla elle-même le mettra à mort.
Quiconque maudira le roi, ou maudira les dieux, ou maudira le pays, devra périr. S'il est un homme important à Abarsal, Ebla devra l'extrader ; s'il est un homme de pouvoir à Abarsal, Abarsal elle-même devra le mettre à mort. 
S'il est un homme important à Ébla, Abarsal devra l'extrader ; s'il est un homme de pouvoir à Ébla, Ébla elle-même devra le mettre à mort. Si le coupable est l'un des chefs, il devra payer comme pénalité cinquante moutons. S'il est le commandant d'une forteresse conquise, il devra remettre ses biens....
Les messagers qui sont venus resteront vingt jours et consommeront ce qui est dû pour leur peine, mais si tu veux qu'ils restent plus longtemps, tu devras donner plus d'argent pour le voyage. En cas de retard des messagers, le commandant de la forteresse conquise, ... ils rendront les bœufs et les moutons qui leur avaient été donnés. Les messagers qui reçoivent le cadeau ne seront pas récompensés avec de l'argent pour le voyage de retour. 
Si tu parles, le roi d'Ebla t'écoutera ; si tu ne parle pas, tu auras trahi le traité.
Le roi d'Abarsal doit donner de l'eau aux voyageurs lorsqu'ils sont dans son pays selon leur demande ; sinon, il aura trahi le traité.
Si cet homme d'Abarsal veut tuer des taureaux pour le roi, tu auras désobéi au traité... 
Quant au paiement qu'Ebla doit retourner à Abarsal et les paiements qu'Abarsal doit retourner à l'autorité d'Ebla, tu n'enverras personne pour voir personne d'autre que Tir (i.e. intermédiaire en qui le roi a confiance). Si Tir est gravement malade, tu enverras cette personne directement au roi ; si tu ne l'envoies pas au roi, tu auras trahi le traité.
Ainsi parle le roi d'Ebla à Abarsal : Ces gens de Kakmium, de Khazuwan et de Nirar, qui sont mes alliés, tu les laissera voyager dans ton pays, pendant deux ou trois jours ; si tu ne les laisse pas voyager, tu auras trahi le traité.

En ce qui concerne les mauvaises paroles que tu pourrais entendre, puisse-tu m’en informer Si tu es en long voyage, tu n’es pas tenu de m’en informer Mais si tu es présent et que tu entends de mauvaises paroles, et que tu ne m’en informes pas, tu auras trahi le traité. »